# Бакурау
Бакурау (порт. Bacurau) је бразилско-француски чудан вестерн филм из 2019. године који су написали и режирали Клебер Мендонса Фиљо и Жулиано Дорнелеш. У њему играју Соња Брага, Удо Кир, Барбара Колен, Томас Акино, Сребро Переира и Карин Телеш. Филм, копродукција између Бразила и Француске, врти се око Бакурауа, измишљеног малог града у бразилском сертау, у ком се дешавају чудне ствари након смрти матријарха села, Кармелите, која умире у 94. години. Филм је изабран да се такмичи за Златну палму на Филмском фестивалу у Кану 2019. и освојио је награду жирија. Бакурау је португалска реч која означава легњеве, врсту птице.

## Заплет
У блиској будућности, људи из Бакурауа, осиромашеног, руралног насеља у измишљеној општини Сера Верде, у западном Пернамбуку, окупиће се на сахрани Кармелите, старије жене која се сматра матријархом заједнице. Њена унука Тереза, сада млада жена, враћа се у град после много година за ту прилику, као и да достави неке лекове у град. У наредним данима, село погађа низ чудних догађаја, укључујући необјашњиво нестајање града са онлајн мапа и сателитских снимака, губитак сигнала мобилног телефона, виђење дрона у облику НЛО-а и неименованог пара из Јужног региона у Бразилу који пролази кроз град на мотоциклима.
У току је спор око права на воду из локалне реке, при чему је вода преграђена узводно у корупцијској шеми чији је главни покретач богати градоначелник Сера Вердеа, Тони Жуниор. Он посећује Бакурау у покушају да задобије симпатије његових становника и обезбеди њихове гласове за предстојеће изборе са старом храном, застарелим књигама и без воде, али мештани се сви крију и избегавају га. Камион цистерне воде коначно стиже у град, али је изрешетан мецима.
Када коњи неочекивано прођу кроз град, два локална мушкарца су послата да истраже оближњу фарму одакле су коњи вероватно побегли. На фарми проналазе убијену породицу, која је била њен власник. Док покушавају да напусте имање, срећу пар са мотоциклима. Овај пар се касније састаје са групом углавном америчких странаца на челу са Мајклом (Удо Кир).

## Издање
Издали су га Vitrine Filmes у Бразилу и SBS Distribution у Француској. Његово издавање у Северној Америци прекинуто је пандемијом ковид-19, што је навело дистрибутера Кино-Лорбера да тражи алтернативна средства. Створио је модел дистрибуције "виртуелног биоскопа" у којем је био партнер са око 150 независних позоришта у Северној Америци. Прво приказивање филма емитовало се у ексклузивном ограниченом издању на веб сајтовима биоскопа. Кино-Лорбер дели приходе са позориштима.